# Кікую (місто)
Кікую (англ. Kikuyu) — місто у Кенії, розташоване в окрузі Кіамбу, адміністрація суб-округу.

## Географія
Місто розташоване приблизно за 20 км (12 милях) на північний захід від центральної частини міста Найробі.

### Клімат
Місто знаходиться у зоні, котра характеризується морським кліматом. Найтепліший місяць — березень із середньою температурою 19.2 °C (66.6 °F). Найхолодніший місяць — липень, із середньою температурою 15.4 °С (59.7 °F).
| Клімат Кікую            | Клімат Кікую | Клімат Кікую | Клімат Кікую | Клімат Кікую | Клімат Кікую | Клімат Кікую | Клімат Кікую | Клімат Кікую | Клімат Кікую | Клімат Кікую | Клімат Кікую | Клімат Кікую | Клімат Кікую |
| Показник                | Січ.         | Лют.         | Бер.         | Квіт.        | Трав.        | Черв.        | Лип.         | Серп.        | Вер.         | Жовт.        | Лист.        | Груд.        | Рік          |
| Середній максимум, °C   | 25,8         | 26,6         | 26,4         | 24,6         | 23,1         | 22,1         | 21,2         | 21,8         | 24,4         | 25,3         | 23,8         | 24,3         | 24,1         |
| Середня температура, °C | 18,3         | 18,8         | 19,2         | 18,8         | 17,6         | 16,2         | 15,4         | 15,7         | 17           | 18,3         | 17,9         | 17,9         | 17,6         |
| Середній мінімум, °C    | 12,3         | 12,4         | 13,5         | 14,3         | 13,5         | 11,8         | 10,6         | 10,8         | 11,4         | 12,7         | 13,5         | 12,9         | 12,5         |
| Норма опадів, мм        | 53.6         | 49.4         | 80.9         | 211.6        | 149.4        | 34.9         | 18.4         | 21.6         | 25.4         | 51.2         | 120.1        | 86.9         | 903.4        |
| Днів з опадами          | 9,3          | 8,4          | 13           | 20,4         | 17,8         | 7,2          | 6,5          | 7            | 6            | 9,1          | 18,9         | 11,6         | 135,2        |
| Вологість повітря, %    | 59           | 57.1         | 61.3         | 68.2         | 74.2         | 72.4         | 72.8         | 70.7         | 63.9         | 61.8         | 69           | 65.3         | 66.3         |
| ----------------------- | ------------ | ------------ | ------------ | ------------ | ------------ | ------------ | ------------ | ------------ | ------------ | ------------ | ------------ | ------------ | ------------ |
| Джерело: Weatherbase    |              |              |              |              |              |              |              |              |              |              |              |              |              |

## Населення
Місто названо на честь народу кікую, головного етносу, який оселився в цьому районі. Населення міста становить 233 221 мешканців (2009).

## Економіка
Завдяки геології та багатій структурі ґрунту основними напрямками діяльності є тваринництво та рослинництво.

## Транспорт
Кікую знаходиться приблизно за 20 хвилин їзди від Найробі, і має залізничну станцію на залізничній лінії Момбаса — Малаба. З недавнім завершенням будівництва Південної об'їзної дороги, яка з'єднує Момбасу з Найробі через Кікую, місто готове до більшого зростання, як єдине місто на об'їзді.